# Drepanogynis tigrinata
Drepanogynis tigrinata är en fjärilsart som beskrevs av Pierre E.L. Viette 1972. Drepanogynis tigrinata ingår i släktet Drepanogynis och familjen mätare. Inga underarter finns listade i Catalogue of Life.